# ロクノー城
ロクノー城（ロクノーじょう、英語：Lochnaw Castle）は、16世紀のタワーハウスで、スコットランドのウィトゥンシャー州にあるストランラーという町から5マイルの場所にある。壮観な場所にある「城」は要塞化されたトーハウスと合体している。「中心にある」5階建ての円塔はニューキャッスル（New Castle）の部分を形成していた。

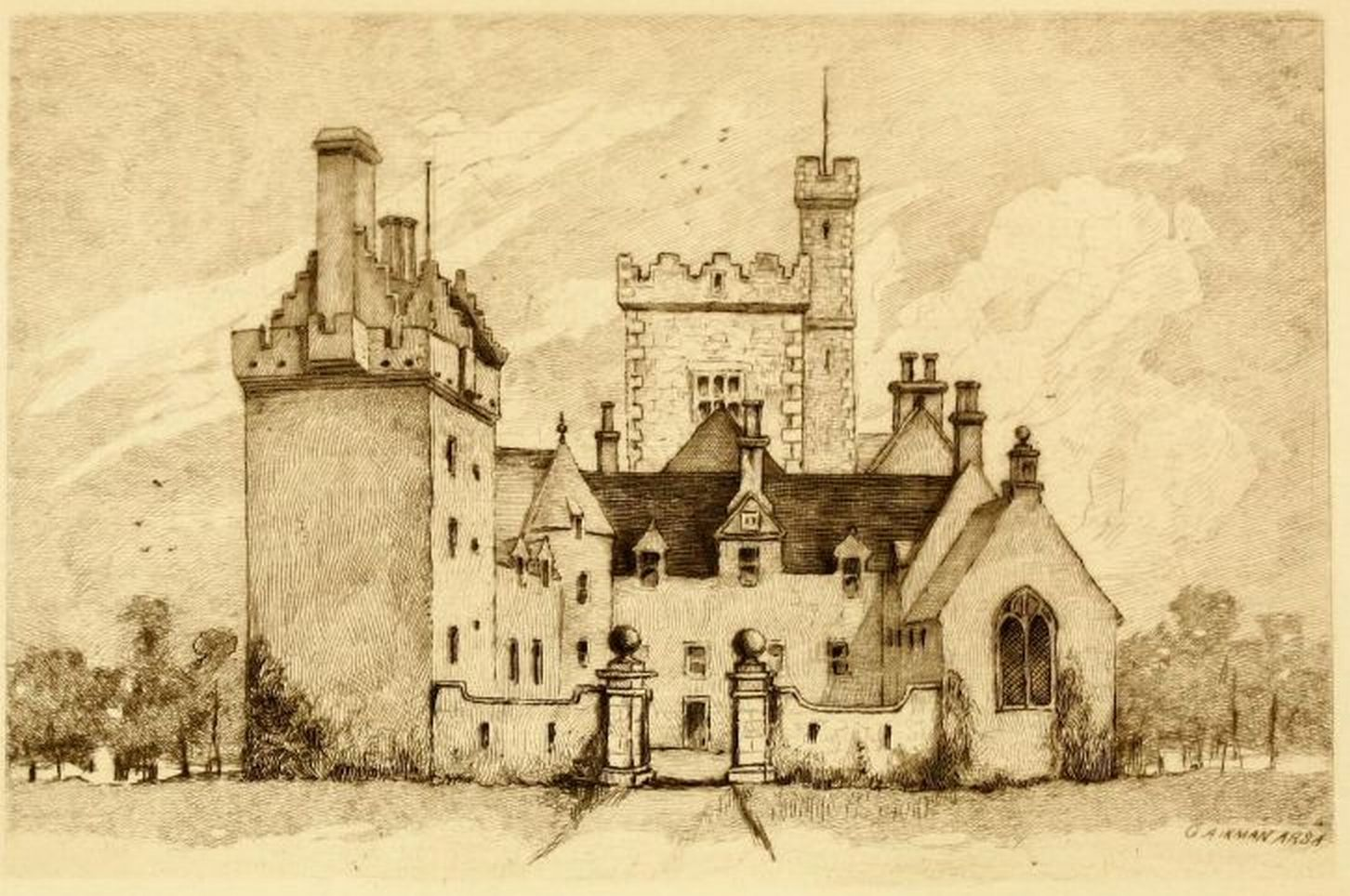
1893年頃のロクノー城

ロクノー城は4つの時代で建築が行われている。例えば16世紀には質素な天守、17世紀と18世紀には一般住宅、および邸宅という風に建築が行われている。邸宅はのちに解体された。天守の南東側にある壁には1496という年代と関連がある飾り板がある。1704年に建てられたチャペルは1953年に解体された。
ロクノー湖の近くにある島にはロクノー城より早い時期に建てられた荒廃した城がある。ロイヤルキャッスルというこの城は1363年にアグニュー一族に譲与されたが、1390年に第3代ダグラス伯爵アーチボルト・ダグラスによって破壊された挙句、その後になって解体された。
アグニュー一族は1948年までニューキャッスルに留まった。湖の傍にあったこの城は個人の邸宅として使用されている。